# 巴塞洛內塔

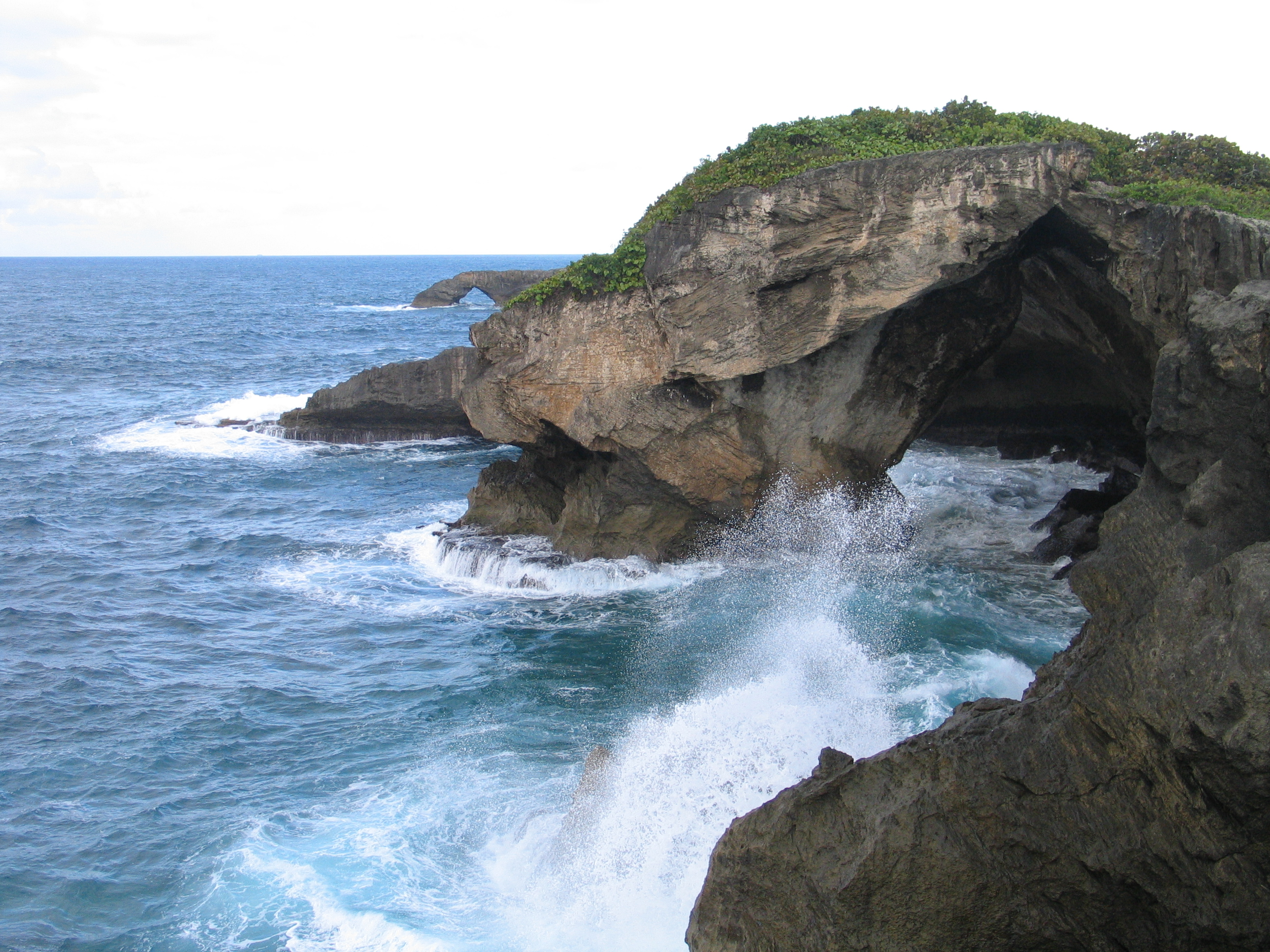

巴塞洛內塔（西班牙語：Barceloneta）是波多黎各的城鎮，位於該北部，始建於1881年7月1日，面積94平方公里，主要經濟活動是製藥業，2010年人口24,816，人口密度每平方公里680人。

## 外部連結
- Welcome to Puerto Rico Barceloneta （页面存档备份，存于）
- BarcelonetaPR.com Spanish website by Santiago A. Villanueva
- electionspuertorico.org （页面存档备份，存于）